# Renate Habinger
Renate Habinger (Sankt Pölten, 1er août 1957) est une graphiste et illustratrice  autrichienne.
Elle a étudié le graphisme à l'Institut fédéral des arts graphiques et du design (1971-1975) et travaille plus tard comme artiste indépendante. En 1997, elle a créé l'atelier "Schneiderhäusl" à Oberndorf an der Melk.